# Hekari United Football Club
Maillots
Le Hekari United Football Club est un club papouan-néo-guinéen de football basé à Port Moresby. Il évolue au PNG Football Stadium, un stade à la capacité de 15 000 places.
En 2010, Hekari United est qualifié pour la première fois de son histoire à la Coupe du monde des clubs 2010 qui s'est déroulée aux Émirats arabes unis.
La qualification de Hekari United est historique. C'est en effet la première fois qu'un membre de la Fédération papouane-néo-guinéen de football et d'une île du Pacifique Sud participe à la Coupe du monde des clubs en tant que représentant de l'OFC. Jusqu'à cette année, cette confédération avait toujours été représenté par une équipe australienne ou de néo-zélandaise.

## Histoire
Le club a été fondé en 2006 sous l'appellation PRK Hekari Souths United FC (PRK pour Petroleum Resources Kutubu),. Par la suite, son nom a évolué plusieurs fois, passant par Hekari United FC ou encore Hekari Souths United FC.
Le club s'impose dès sa création comme une des principales équipes de Papouasie-Nouvelle-Guinée en remportant la première édition du championnat semi-professionnel National Soccer League. Il enchaînera avec 8 titres consécutive de 2007 à 2014.
C'est Pendant la saison continental de la Ligue des champions de l'OFC 2010 que le club de Port Moresby a écrit la plus belle page de son histoire. En effet, après avoir éliminé le Tafea FC (Vanuatu), le Lautoka FC (Fidji) et le Marist Fire FC (îles Salomon) lors du premier tour, les joueurs du Hekari United FC affrontent le Waitakere United (Nouvelle-Zélande) en finale.
Les Néo-Zélandais partent favoris, mais se font surprendre 3-0 au match aller en Papouasie-Nouvelle-Guinée. Malgré la défaite 2-1 au retour à Auckland, le Hekari United remporte le trophée et se qualifie pour la Coupe du Monde des Clubs 2010 qui se déroule aux Émirats arabes unis. Ils perdent le seul match qu'ils disputent contre le champion local (Al Wahda) par 3-0.
Plus tard, l'équipe petrolique a réussi à dominer le titre de la ligue nationale pendant quatre années consécutives. Le dernier titre en championnat 2014 a été noté que la finale disputée face au Lae FC a été arrêtée à la 70e minute à la suite de violences dans le stade. À ce moment de la partie, Hekari United menait 3-0. Le titre lui a été attribué et le club a donc participé à la Ligue des Champions de l'OFC suivante.
En 2015, le club s'incline en demi-finale du championnat contre le Madang Fox alors qu'il avait terminé la phase régulière du championnat en tête. D'ailleurs, cette première place de la phase régulière lui donne accès à la Ligue des Champions de l'OFC 2016.

## Palmarès
- Ligue des champions de l'OFC (1) 
  - Champion : 2010[6]
  - Finaliste : 2025
- Championnat de Papouasie-Nouvelle-Guinée (9)
  - Champion : 2006, 2008, 2009, 2010, 2011, 2012, 2013, 2014, 2023

- Premier League nationale de Papouasie-Nouvelle-Guinée (1)
  - Champion : 2017[7]

## Anciens joueurs notables
- Henry Fa'arodo : Vainqueur de la Ligue des champions de l'OFC 2010, international avec les Salomon
- Gideon Omokirio : Finaliste de la Coupe d'Océanie de football en 2004, Vainqueur de la Ligue des champions de l'OFC en 2010, triple champion avec le club,  footballeur international salomonais aussi international de football de plage, reconverti entraîneur.